# Oleksandr Turcinov
Oleksandr Valentinovici Turcinov (în ucraineană Олекса́ндр Валенти́нович Турчи́нов; n. 31 martie 1964, Dnipropetrovsk, RSS Ucraineană) este un politician ucrainean, scenarist și doctor în științe economice.
La 22 februarie 2014, în urma masivelor proteste de la Kiev a fost numit în funcția de președinte al Radei Supreme, preluând și funcția de președinte interimar, consecință a demiterii președintelui Viktor Ianukovici pe 21 februarie.
Turcinov a fost deputat în Rada Supremă (parlamentul Ucrainei) de legislaturile a III-a până la a V-a (1998-2007). Din februarie până în septembrie 2005 a fost șeful Serviciului de securitate al Ucrainei. Din mai până în noiembrie 2007 a fost primul adjunct al secretarului Consiliului național de securitate și apărare al Ucrainei. Din decembrie 2007 până în martie 2010 a fost prim viceprim-ministru al Ucrainei. În acest context, Turcinov a ocupat și funcția de prim-ministru al Ucrainei timp de o săptămână (4-11 martie 2010), temporar, în urma demiterii celui de al doilea guvern Timoșenko.
În 2012 a fost reales în calitate de deputat pe listele Uniunii panucrainene „Patria”.

## Legături externe
- Official personal site
- Cine este Oleksandr Turcinov, președintele interimar al Ucrainei: pastor evanghelist și "scutierul" loial al lui Timoșenko Arhivat în 3 martie 2014, la Wayback Machine., 23 februarie 2014, RL Online, România liberă